# Lotsberget
För andra betydelser, se Lotsberget (olika betydelser).

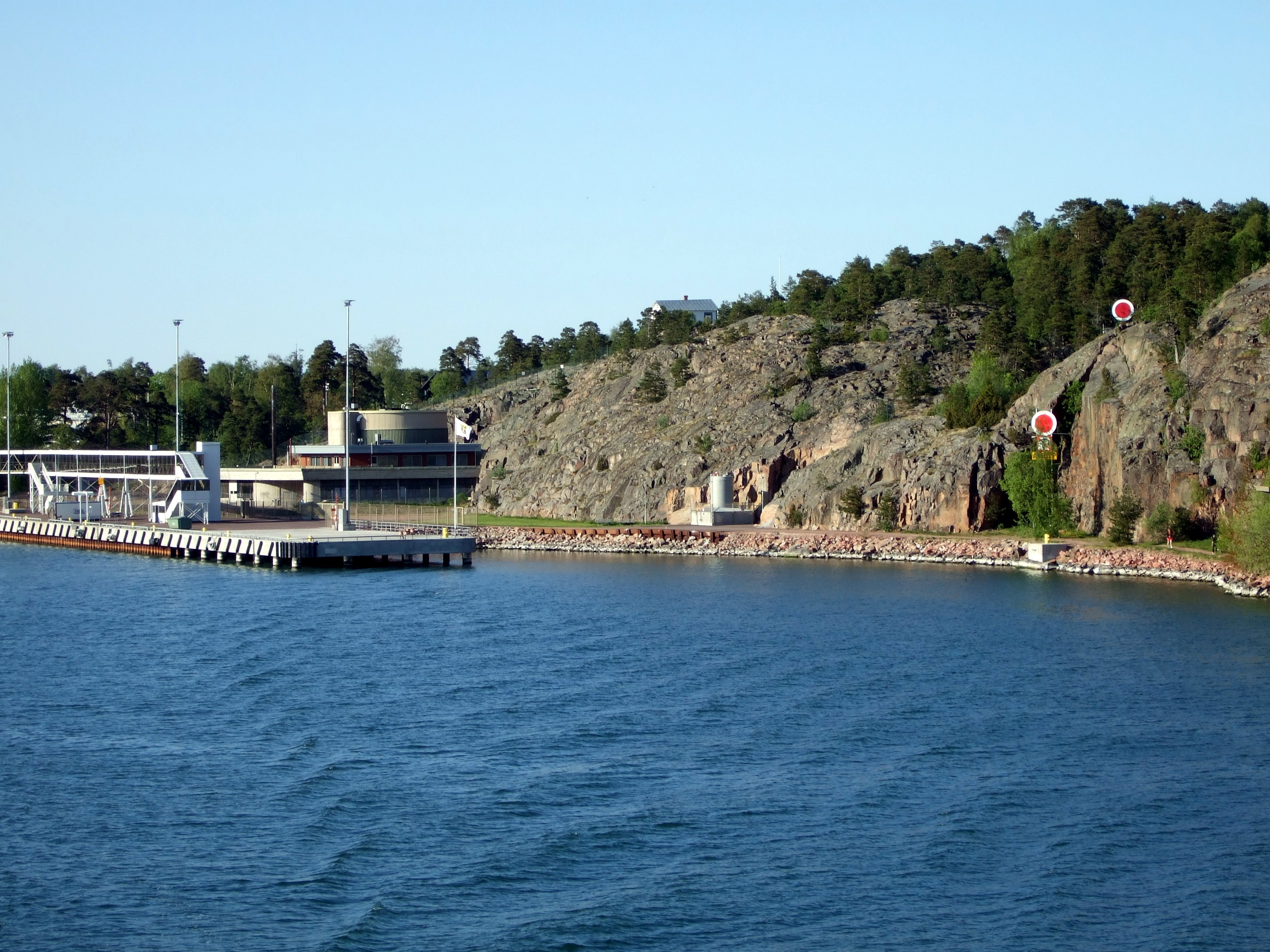
Lotsberget i Mariehamn med Lotsbroverket till vänster.

Lotsberget är ett berg och en stadsdel i Mariehamns stad. Insprängt i berget finns Mariehamns reningsverk Lotsbroverket. På de brantare delarna av berget finns ett mindre antal klätterturer i olika svårighetsgrader. De första turerna här klättrades av Rikard Hedman och Per Calleberg 1991.